# Knob Point (Vindication Island)
Der Knob Point (englisch, spanisch Punta Botón, jeweils für Hügelspitze) ist eine Landspitze, die das südwestliche Ende von Vindication Island im Archipel der Südlichen Sandwichinseln markiert. Ihr 700 m westlich vorgelagert ragt der Buddha Rock aus dem Südatlantik.
Wissenschaftler der britischen Discovery Investigations, die das Gebiet 1930 vermaßen, gaben der Landspitze ihren nach dem auf ihr befindlichen Hügel angelehnten deskriptiven Namen.